# Secretary of State for the Northern Department
Secretary of State for the Northern Department (dansk: minister for det nordlige departement) var en engelsk (senere britisk) ministerpost, der blev oprettet i 1660 og nedlagt i 1782.

## Både indenrigs- og udenrigsminister
Den nordlige minister var både indenrigs- og udenrigsminister.
Den nordlige minister var indenrigsminister for det nordlige England. I 1746 blev han også indenrigsminister for Skotland.
Som udenrigsminister havde den nordlige minister ansvaret for forbindelserne til de nordlige lande (de protestantiske lande). 

## Det sydlige departement
Sideløbende med det nordlige ministerium var der også et sydligt ministerium (Secretary of State for the Southern Department).
Som indenrigsminister var den sydlige minister ansvarlig for den sydlige del af de britiske øer (det sydlige England samt Wales og Irland).
Som udenrigsminister havde han ansvaret for forbindelserne til de sydlige lande (de katolske og muslimske lande). 
Oprindeligt var den sydlige minister også minister for kolonierne i Nordamerika. I 1768 blev de amerikanske kolonier overflyttede til et nyoprettet koloniministerium. 

## Nedlæggelse
I 1782 blev de sydlige og nordlige ministerier nedlagte. Opgaverne  blev delt mellem det nye udenrigsministerium og det nye indenrigsministerium.